# Dżubb asz-Szami
Dżubb asz-Szami (arab. جب الشامي) – wieś w Syrii, w muhafazie Hims. W 2004 roku liczyła 35 mieszkańców.